# Copiphora brachyptera
Copiphora brachyptera är en insektsart som beskrevs av Heinrich Hugo Karny 1907. Copiphora brachyptera ingår i släktet Copiphora och familjen vårtbitare. Inga underarter finns listade i Catalogue of Life.